# Espace eaux vives du Pilat Rhodanien
Vous pouvez aider à l'améliorer ou bien discuter des problèmes sur sa page de discussion.
L'espace Eaux Vives du Pilat Rhodanien est un site de loisir aquatique, située à Saint-Pierre-de-Bœuf et constitué d’une rivière artificielle, alimentée par la retenue du barrage sur le Rhône, au travers d’une vanne d’alimentation.
Un stade d'eaux vives est un aménagement artificiel qui comprend de nombreux équipements : bâtiments d'accueils et de stockage du matériel, de l'hébergement, le bassin artificiel et parfois, comme à Saint-Pierre-de-Bœuf, un tapis roulant permettant de remonter le bassin sans quitter les embarcations.
Premier pôle touristique du département en termes de fréquentation[source insuffisante], sa vocation est triple : ludique, touristique et sportive. Effectivement, de nombreuses activités sont pratiquées dans ce bassin artificiel  tel que, le kayak, le rafting, la nage en eau vive et le canoë. Le site nautique de Saint-Pierre-de-Bœuf et ses 40 hectares sont fréquentés chaque année par plus de 40 000 personnes.

## Géographie

### Situation
L'espace Eaux Vives est situé le long du Rhône, à 138 mètres d'altitude, dans le département de la Loire et est limitrophe des départements de l'Isère et de l'Ardèche, il fait également partie du parc naturel régional du Pilat.

### Accès
L'Espace Eaux Vives est situé à proximité de l'autoroute A7, et est accessible depuis la D1086 (ancienne route nationale 86). Situé à 1h de voiture de Lyon et à 1h30 de Grenoble, ce bassin attire les pratiquants des activités d'eaux vives de plusieurs départements alentours,,.

## Pratique
Le site est adapté à la pratique de nombreuses activités d'eau vives en loisir: 
- La nage en eau vive : la nage en eaux vives consiste à descendre les rivières à la nage, équipée de palmes, d'une combinaison néoprène, d'un casque, d'un gilet de sauvetage et d'un flotteur. À Saint-Pierre-de-Bœuf, il est possible de pratiquer cette activité seul ou encadré et de louer son matériel[7],[8].
- Le rafting :  le rafting se pratique sur un bateau gonflable insubmersible qui permet de descendre des rivières, pouvant accueillir jusqu'à une douzaine de personnes. Cette pratique est particulièrement adaptée aux néophytes[9],[10].
- Le canoë et kayak gonflable : Le canoë-kayak est une discipline qui se pratique en eau vive ou en eau calme, avec différentes embarcation selon le type de pratique. Le site de Saint Pierre de Boeuf propose les deux pratiques, en rivière artificielle et sur le plan d'eau[11].

Pour les personnes pratiquant une de ces disciplines en compétition, il est possible d'utiliser l'Espace Eaux Vives à conditions de payer un forfait à la journée.

## Compétition
L'espace Eaux vives de Saint-Pierre-de-Bœuf est aussi un espace ouvert à la compétition. En 2022, les championnats de France de canoë-kayak ont notamment été délocalisés sur ce site. En mars 2025 ont aussi eu lieu les sélections nationales de slalom nage en eau libre.

## Histoire du site
L'Espace Eaux Vives a été créé par la Compagnie Nationale du Rhône en 1981, et géré par la Communauté de Communes du Pilat Rhodanien. Il a fait l'objet de plusieurs programmes d'entretien, notamment en 2014, avec l’installation d’une grille totalement immergée permettant de retenir les corps étrangers puis en 2016 avec des travaux de remise en état du fond du lit de la rivière.